# Paralelismo (biología)
En biología, el paralelismo es un fenómeno evolutivo por el que en dos ramas separadas dentro de un clado se produce un cambio evolutivo análogo. La evolución paralela se define como el origen independiente de un rasgo similar en especies relacionadas pero distintas, que descienden del mismo ancestro pero de diferentes clados.
El paralelismo a nivel fenotípico es muy frecuente; no obstante, se desconoce si fenotipos similares reflejan evolución paralela a nivel bioquímico y genético.  Existen algunos ejemplos en los que cambios fenotípicos paralelos son causados la misma sustitución de nucleótidos, por diferentes cambios en los mismos genes, y de casos en los que el paralelismo fenotípico se debe a diferentes cambios genéticos.
El paralelismo a nivel genético, puede producirse por cambios fenotípicos que surgen por mutaciones similares o idénticas en el mismo gen; en cuyo caso cada cambio fenotípico ocurrirá en el mismo gen. Alternativamente, puede producirse por diferentes tipos de mutaciones en el mismo gen, o por mutaciones en diferentes genes de la misma vía, pudiendo producir cambios fenotípicos similares; en este caso, el paralelismo aparecerá solo si uno de los tipos de mutación tiene una tasa de mutación mayor (diferencias intrínsecas en la tasa de sustitución o tamaño de secuencia de ADN), o una probabilidad de fijación mayor..

## Convergencia y paralelismo
El término homoplasia abarca los conceptos de convergencia y de paralelismo. La homoplasia hace referencia a cosas semejantes que han evolucionado de manera independiente en dos especies o clados. La convergencia y el paralelismo hacen referencia a los mecanismos causales que explican la homoplasia: 
- Dos caracteres son homoplásticos por convergencia cuando hay analogía en grupos filogenéticamente lejanos.
- Dos caracteres son homoplásticos por paralelismo cuando hay analogía en grupos filogenéticamente cercanos, anidados en un mismo clado.

La evolución paralela y convergente tienen lugar cuando dos o más linajes desarrollan independientemente características similares o idénticas. Estos dos tipos de evolución usualmente se distinguen en que el paralelismo involucra cambios en características homólogas entre organismos estrechamente relacionados; mientras que la convergencia puede involucrar cambios en diferentes características entre organismos menos relacionados. Tanto la evolución paralela como la evolución convergente proveen sólidas evidencias de que las similitudes desarrolladas, resultan de la adaptación por selección natural. 
El concepto de paralelismo puede ser ampliado para incluir casos en los que se sabe que el desarrollo ontogenético de las estructuras se debe a un canal generativo homólogo, aunque no haya estructuras homólogas en el fenotipo del antepasado común (Gould, 2002). Para esta perspectiva ha sido fundamental el descubrimiento del papel regulador del desarrollo de los genes HOX en animales y MADS-box en plantas. Por otra parte, esta extensión del concepto reduce la utilidad de la distinción entre paralelismo y convergencia, porque son raras las estructuras o procesos que merecen ser llamados convergentes, para los que no subyacen mecanismos comunes en el plano genético molecular.

## Ejemplos de paralelismo
- Un ejemplo claro de paralelismo lo tenemos en el desarrollo por separado de un corazón de cuatro cavidades en aves y mamíferos. No hay ninguna duda de que el antepasado común de los dos grupos, bastante próximo a la base de los amniotas, no poseía este rasgo. Se trata de una adquisición independiente, que completa en cada uno de los dos grupos la separación de los dos circuitos circulatorios (sistémico y pulmonar) que se observa ya en los antepasados anfibios.
- Existen muchos ejemplos de evolución paralela en la naturaleza, incluyendo estudios recientes en relación con la morfología de los lagartos,[12] comportamiento de peces,[13] demostrando que ciertos fenotipos evolucionaron cuando dos poblaciones separadas colonizaron de forma independiente ambientes similares.
- Otro ejemplo de evolución paralela, hace referencia a cómo algunos patógenos exhiben sorprendentes cambios genómicos paralelos, como múltiples linajes de VIH que desarrollan mutaciones similares que les confieren resistencia a fármacos antivirales;[14] o cepas de Escherichia coli que adquieren de forma independiente factores de virulencia similares mediante transferencia horizontal de genes.[15]